# Saison 2019-2020 de la Berrichonne de Châteauroux
Maillots
Chronologie
Saison précédente Saison suivante
La saison 2019-2020 de La Berrichonne de Châteauroux, club de football français, voit le club évoluer en Ligue 2 pour la 3e saison consécutive.
Le club dispute sa 40e saison au deuxième échelon du football français et établira un nouveau record de match disputé par une équipe à ce niveau. Lors de la 27e journée contre Le Havre AC, La Berrichonne de Châteauroux disputera son 1 441ème match, dépassant ainsi Besançon RC (1 440 matchs). 
Pour cette nouvelle saison, l'entraîneur Nicolas Usaï, arrivé en cours de saison précédente, conserve la confiance de l'équipe dirigeante et est confirmé à son poste.
À la suite de la pandémie de Covid-19, le championnat de Ligue 2 est suspendu le 13 mars 2020. Il est par la suite arrêté le 30 avril 2020 par la Ligue de Football Professionnel.

## Équipe professionnelle
L’effectif 2019-2020 de l'équipe est rajeuni par l'arrivée de joueurs de 21 ans ou moins, en remplacement de joueurs expérimentés (Mandanne, Bourillon ou Tounkara), les deux derniers refusant une proposition de prolongation. Aldo Angoula raccroche définitivement les crampons.

### Tableau des transferts
Le club réalise son mercato principalement dans les échelons inférieurs, mais aussi dans l'élite de la Jupiler Pro League, championnat de Belgique de football, dont trois nouveaux joueurs sont issus.
Le mercato berrichon est marqué par la non-signature de son 1er contrat professionnel pour Ilyas Chouaref, jeune attaquant formé au club et intégré à l'équipe pro durant la saison précédente. Alors qu'un accord avait été trouvé, le joueur décide finalement de ne pas le signer. Le club choisit de le conserver à la disposition du groupe Elite du centre de formation, conformément à son statut de joueur stagiaire.
Le 1er octobre, le club annonce finalement la signature du joueur pour un 1er contrat pro de 3 ans. Ilyas Chouaref était revenu dans le groupe professionnel fin août, pour quatre titularisations consécutive de la 6e à la 9e journée.
Le 30 octobre, Julien Fabri rejoint officiellement le club pour pallier l'absence de longue durée de son gardien titulaire Rémi Pillot. Subissant une douleur aux adducteurs depuis plusieurs semaines, le gardien titulaire depuis le début de la saison se voit contraint de subir une opération pour une pubalgie. Avec un retour espéré après la trêve hivernale, le club berrichon s'est tourné vers Julien Fabri, alors 3e gardien au sein du stade brestois. 
| Nom                      | Nationalité                      | Poste     | Transfert                    | Fin du contrat | Provenance/Destination | Division                    |
| ------------------------ | -------------------------------- | --------- | ---------------------------- | -------------- | ---------------------- | --------------------------- |
| Arrivées                 |                                  |           |                              |                |                        |                             |
| Ilyas Chouaref           | France                           | Attaquant | 1er contrat pro              | 2022           | -                      | -                           |
| Jérémy Cordoval          | France                           | Défenseur | Fin de contrat               | 2022           | ESTAC Troyes           | Ligue 2                     |
| Lamine Ghezali           | France                           | Attaquant | Prêt                         | 2020           | AS Saint-Étienne rés.  | National 2                  |
| Alexis Gonçalves Pereira | France                           | Attaquant | Transfert                    | 2022           | SC Toulon              | National                    |
| Romain Grange            | France                           | Milieu    | Transfert                    | 2021           | Charleroi SC           | Jupiler Pro League          |
| Andrew Jung              | France                           | Attaquant | Transfert                    | 2021           | Stade de Reims rés.    | National 2                  |
| Philippe Paulin Keny     | France                           | Attaquant | Transfert                    | 2022           | Tours FC rés.          | National 3                  |
| Issa Marega              | France                           | Milieu    | Transfert                    | 2022           | Cercle Bruges KSV      | Jupiler Pro League          |
| Rémi Mulumba             | République démocratique du Congo | Milieu    | Fin de contrat               | 2021           | KAS Eupen              | Jupiler Pro League          |
| Sidy Sarr                | Sénégal                          | Milieu    | Retour de prêt               | -              | FC Lorient             | Ligue 2                     |
| Guévin Tormin            | France                           | Attaquant | Transfert                    | 2022           | AS Monaco              | Ligue 1                     |
| Prolongations            |                                  |           |                              |                |                        |                             |
| Nama Fofana              | France                           | Défenseur | Prolongation                 | 2022           | -                      | -                           |
| Yannick M'Boné           | Cameroun                         | Défenseur | Prolongation                 | 2022           | -                      | -                           |
| Christopher Operi        | Cameroun                         | Défenseur | Prolongation                 | 2021           | -                      | -                           |
| Départs                  |                                  |           |                              |                |                        |                             |
| Aldo Angoula             | France                           | Défenseur | Fin de contrat               | -              | Retraite               | -                           |
| Maxime Barthelmé         | France                           | Milieu    | Transfert                    | -              | ESTAC Troyes           | Ligue 2                     |
| Grégory Bourillon        | France                           | Défenseur | Fin de contrat               | -              | -                      | -                           |
| José Contreras           | Venezuela                        | Gardien   | Retour de prêt               | -              | Deportivo Táchira      | Primera División Venezolana |
| Jérémy Livolant          | France                           | Attaquant | Retour de prêt               | -              | En avant Guingamp      | Ligue 2                     |
| Christophe Mandanne      | France                           | Défenseur | Fin de contrat               | -              | -                      | -                           |
| Fallou Niang             | Sénégal                          | Milieu    | Prêt                         | -              | Le Puy Foot            | National                    |
| Sidy Sarr                | Sénégal                          | Milieu    | Transfert                    | -              | Nîmes Olympique        | Ligue 1                     |
| Abdoulaye Sissako        | France                           | Milieu    | Transfert                    | -              | SV Zulte Waregem       | Jupiler Pro League          |
| Moussa Soumaré           | Mali                             | Défenseur | Fin de contrat (Résiliation) | -              | -                      | -                           |
| Oumare Tounkara          | France                           | Attaquant | Fin de contrat               | -              | Astra Giurgiu          | Liga I                      |
| Arthur Yamga             | France                           | Attaquant | Retour de prêt               | -              | Delfino Pescara 1936   | Serie B                     |

| Nom          | Nationalité | Poste   | Transfert | Fin du contrat | Provenance/Destination | Division |
| ------------ | ----------- | ------- | --------- | -------------- | ---------------------- | -------- |
| Arrivées     |             |         |           |                |                        |          |
| Julien Fabri | France      | Gardien | Transfert | 2022           | Stade brestois 29      | Ligue 2  |

| Nom      | Nationalité | Poste | Transfert | Fin du contrat | Provenance/Destination | Division |
| -------- | ----------- | ----- | --------- | -------------- | ---------------------- | -------- |
| Arrivées |             |       |           |                |                        |          |
| Départs  |             |       |           |                |                        |          |

## Résumé de la saison
- Le club termine à la 15e place du championnat.
- Saison sans grands coups d'éclat. En Coupe de France, le club termine au 7e tour et en Coupe de la Ligue, le club termine au 1er tour.

### Championnat

#### Matchs allers
| Date       | N o | Adversaire             | Lieu | Résultat | Buteurs pour Châteauroux           | Points | Classement |
| ---------- | --- | ---------------------- | ---- | -------- | ---------------------------------- | ------ | ---------- |
| 26/07/2019 | J01 | Clermont Foot 63       | Ext. | 3 - 0    | -                                  | 0      | 19         |
| 02/08/2019 | J02 | Rodez AF               | Dom. | 0 - 0    | -                                  | 1      | 19         |
| 09/08/2019 | J03 | Chamois niortais FC    | Ext. | 3 - 0    | -                                  | 1      | 19         |
| 16/08/2019 | J04 | AC Ajaccio             | Dom. | 0 - 1    | -                                  | 1      | 19         |
| 23/08/2019 | J05 | FC Chambly Oise        | Ext. | 0 - 0    | -                                  | 2      | 18         |
| 30/08/2019 | J06 | ESTAC Troyes           | Dom. | 0 - 1    | -                                  | 2      | 19         |
| 16/09/2019 | J07 | RC Lens                | Ext. | 1 - 0    | -                                  | 2      | 20         |
| 20/09/2019 | J08 | Grenoble Foot 38       | Dom. | 1 - 1    | Grange 44e                         | 3      | 19         |
| 27/09/2019 | J09 | Le Havre AC            | Ext. | 0 - 1    | Gonçalves 90+1e                    | 6      | 18         |
| 05/10/2019 | J10 | SM Caen                | Ext. | 1 - 1    | Grange 68e                         | 7      | 18         |
| 18/10/2019 | J11 | Paris FC               | Dom. | 0 - 1    | -                                  | 7      | 19         |
| 25/10/2019 | J12 | US Orléans             | Ext. | 1 - 1    | M'Boné 68e                         | 8      | 19         |
| 01/11/2019 | J13 | AJ Auxerre             | Dom. | 1 - 0    | M'Boné 69e                         | 11     | 18         |
| 08/11/2019 | J14 | Valenciennes FC        | Ext. | 0 - 1    | Fantamady Diarra 86e               | 14     | 16         |
| 22/11/2019 | J15 | FC Lorient             | Dom. | 1 - 3    | Grange 39e                         | 14     | 18         |
| 29/11/2019 | J16 | Le Mans FC             | Ext. | 1 - 2    | Fantamady Diarra 55e, Chouaref 67e | 17     | 16         |
| 03/12/2019 | J17 | FC Sochaux-Montbéliard | Dom. | 1 - 1    | Leroy 90+1e                        | 18     | 15         |
| 13/12/2019 | J18 | AS Nancy-Lorraine      | Ext. | 2 - 1    | Operi 18e                          | 18     | 16         |
| 20/12/2019 | J19 | EA Guingamp            | Dom. | 1 - 5    | Gonçalves 82e                      | 18     | 17         |

#### Matchs retours
| Date       | N o | Adversaire             | Lieu | Résultat | Buteurs pour Châteauroux                  | Points | Classement |
| ---------- | --- | ---------------------- | ---- | -------- | ----------------------------------------- | ------ | ---------- |
| 10/01/2020 | J20 | Rodez AF               | Ext. | 1 - 2    | Chouaref 14e, Gonçalves 90+1e             | 21     | 16         |
| 24/01/2020 | J21 | Chamois niortais FC    | Dom. | 1 - 1    | Grange 45e (pen.)                         | 22     | 15         |
| 31/01/2020 | J22 | AC Ajaccio             | Ext. | 0 - 1    | Alhadhur 34e                              | 25     | 13         |
| 04/02/2020 | J23 | FC Chambly Oise        | Dom. | 0 - 3    | -                                         | 25     | 16         |
| 07/02/2020 | J24 | ESTAC Troyes           | Ext. | 2 - 0    | -                                         | 25     | 16         |
| 17/02/2020 | J25 | RC Lens                | Dom. | 3 - 2    | Keny 40e, Fantamady Diarra 65e, Operi 69e | 28     | 16         |
| 21/02/2020 | J26 | Grenoble Foot 38       | Ext. | 0 - 1    | Mumumba 80e                               | 31     | 15         |
| 28/02/2020 | J27 | Le Havre AC            | Dom. | 0 - 3    | -                                         | 31     | 15         |
| 06/03/2020 | J28 | SM Caen                | Dom. | 2 - 1    | Grange 38e, Fantamady Diarra 90e          | 34     | 15         |
| -          | J29 | Paris FC               | Ext. | -        | -                                         | -      | -          |
| -          | J30 | US Orléans             | Dom. | -        | -                                         | -      | -          |
| -          | J31 | AJ Auxerre             | Ext. | -        | -                                         | -      | -          |
| -          | J32 | Valenciennes FC        | Dom. | -        | -                                         | -      | -          |
| -          | J33 | FC Lorient             | Ext. | -        | -                                         | -      | -          |
| -          | J34 | Le Mans FC             | Dom. | -        | -                                         | -      | -          |
| -          | J35 | FC Sochaux-Montbéliard | Ext. | -        | -                                         | -      | -          |
| -          | J36 | AS Nancy-Lorraine      | Dom. | -        | -                                         | -      | -          |
| -          | J37 | EA Guingamp            | Ext. | -        | -                                         | -      | -          |
| -          | J38 | Clermont Foot 63       | Dom. | -        | -                                         | -      | -          |

#### Classement
Extrait du classement de Ligue 2 2019-2020
| Rang | Équipe                        | Pts | J  | G | N  | P  | Bp | Bc | Diff |
| ---- | ----------------------------- | --- | -- | - | -- | -- | -- | -- | ---- |
| 13   | SM Caen R                     | 34  | 28 | 8 | 10 | 10 | 33 | 34 | −1   |
| 14   | FC Sochaux-Montbéliard        | 34  | 28 | 8 | 10 | 10 | 28 | 30 | −2   |
| 15   | La Berrichonne de Châteauroux | 34  | 28 | 9 | 7  | 12 | 22 | 38 | −16  |
| 16   | Rodez AF P                    | 32  | 28 | 8 | 8  | 12 | 31 | 34 | −3   |
| 17   | Paris FC                      | 28  | 28 | 7 | 7  | 14 | 22 | 40 | −18  |

### Coupe de France
| Date       | N o     | Adversaire          | Lieu | Résultat          | Buteurs pour Châteauroux |
| ---------- | ------- | ------------------- | ---- | ----------------- | ------------------------ |
| 16/11/2019 | 7e tour | Chamois niortais FC | Dom. | 1 - 1 6 t.a.b à 7 | Grange 36e (pen.)        |

### Coupe de la ligue BKT
| Date       | N o      | Adversaire          | Lieu | Résultat | Buteurs pour Châteauroux |
| ---------- | -------- | ------------------- | ---- | -------- | ------------------------ |
| 13/08/2019 | 1er tour | Chamois niortais FC | Ext. | 3 - 1    | Fantamady Diarra 9e      |